# Abel Botelho
Pour les articles homonymes, voir Botelho.
Abel Acácio de Almeida Botelho (23 septembre 1855 - 24 avril 1917), né à Tabuaço (nord du district de Viseu, région du Douro), est un diplomate et écrivain portugais. Représentant au Portugal du réalisme extrême, il écrivit, entre autres, le Barão de Lavos et le Livre de Alda, les deux premiers de la série Patologie Sociale.
Le Barão de Lavos est considéré comme le premier livre portugais à aborder le sujet de l’homosexualité - et non de la pédophilie comme il fut autrefois écrit. Le livre considère, comme toujours à cette époque, que l’homosexualité est une maladie qui ronge la société lisboète, ayant ici pour cause le caractère illégitime de la famille. 
Abel Botelho a également été le premier à écrire sur la tradition de la Capeia arraiana, une corrida portugaise particulière pratiquée dans la région centrale frontalière avec l’Espagne près de la petite ville de Sabugal, et devenue une des premières traditions portugaises à entrer au patrimoine culturel immatériel du pays. Le livre, publié en 1886, s’intitule Uma Corrida de Toiros no Sabugal (« Une corrida à Sabugal »).

Abel Botelho est mort en Argentine, durant la Première Guerre mondiale.